# إيريك أفاري
إيريك أفاري (بالإنجليزية: Erick Avari) هو ممثل أمريكي من أصل هندي (مواليد 13 أبريل 1952) نال شهرته بعد مشاركته في فيلم المومياء عام 1999

## أعماله
فيلم المومياء
فيلم رحلة الأموات الأحياء (بدور الزومبي المخيف)

## روابط خارجية
- إيريك أفاري على موقع IMDb (الإنجليزية)
- إيريك أفاري على موقع ألو سيني (الفرنسية)
- إيريك أفاري على موقع ميوزك برينز (الإنجليزية)
- إيريك أفاري على موقع أول موفي (الإنجليزية)
- إيريك أفاري على موقع قاعدة بيانات الأفلام السويدية (السويدية)
- إيريك أفاري على موقع قاعدة بيانات الفيلم (الإنجليزية)
- إيريك أفاري على موقع كينوبويسك (الروسية)